# Martim Conrado
Martim Conrado foi um pintor cuja nacionalidade permanece desconhecida, provavelmente portuguesa ou espanhola, da época do Maneirismo, activo entre 1640 e 1660, especialmente no arquipélago da Madeira onde existem cinco pinturas assinadas e uma documentada apesar de desaparecida.
Apenas se conhece uma referência manuscrita contemporânea a Martim Conrado, em 1647, quando executava uma empreitada na Sé de Lisboa, juntamente com o pintor régio José de Avelar Rebelo (1600-1657), possivelmente seu mestre, tendo recebido a módica quantia de 52.000 réis por oito painéis e dois quadros mais pequenos, sendo deles sobrevivente a tela oval Adoração do Santíssimo Sacramento Pelos Anjos.
As pinturas de Martim Conrado para a região madeirense são do tempo em que José do Avelar Rebelo executava as telas para o Colégio dos Jesuítas do Funchal, entre 1646 e 1653.

## Estilo
Segundo Rita Rodrigues, Conrado assimilou do protobarroco espanhol e português os cromatismos cálidos, suaves, manchados e desmaiados, as plasticidades pictóricas a nível dos jogos lumínicos, tenebrismo e claro-escurismo, o gosto pelo naturalismo, a valorização do decoro, a contenção do espetáculo cenográfico. Estas influências ou referências são consequência de uma formação estética e técnica muito próxima e até junto dos mestres e oficinas (Sevilha, Madrid e Lisboa).
Ainda segundo Rita Rodrigues, nas pinturas para a região da Madeira, Martim Conrado aplicou "uma pintura ao natural que valorizava a observação direta sobre a matéria – o visível, o tátil, o palpável (figuras, objetos, tecidos, paisagens), tão patente nos retratos dos doadores (Caniço e Câmara de Lobos), em muitas figuras sagradas (Cristo, Maria, Madalena), nos objetos (instrumentos da paixão, taças dos perfumes), nos tecidos e jóias (cor, transparências, aveludados) e nas paisagens de fundo. Martim Conrado esboça os passos para a construção pictórica dos objetos no sentido da cópia e apreensão da aparência sensível, contra a idealização classicizante."
Considerando as obras assinadas por Martim Conrado na Madeira (1646-1653) e em Lisboa, neste caso o pequeno painel sobrevivente do Santíssimo Sacramento (1647), bem como as obras anteriores que lhe são atribuídas em Coimbra (c. 1636) e no Funchal (1640/1650), a sua obra revela um amadurecimento fruto da experiência oficinal contínua, do contacto com as obras nacionais, especialmente de outras oficinas lisboetas, e de alguma vivência livresca.

## Obras

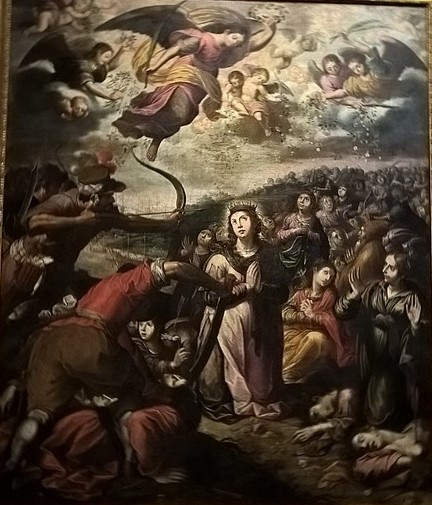
Martírio de Santa Úrsula e das Onze Mil Virgens (1653), no Museu de Arte Sacra do Funchal

- Visão de Santo António (c. 1636/1637), na Sé Velha de Coimbra.[1]
- Martírio de Santa Úrsula e das Onze Mil Virgens, na Sé Velha de Coimbra
- Santa Isabel de Aragão – Rainha de Portugal, na Sé Velha de Coimbra
- Martírio de S. Sebastião, na Sé Velha de Coimbra
- Imaculada Conceição, S.ta Ana e S. Joaquim, Com Doadores (1646) – no altar-mor da matriz do Caniço, tendo sofrido várias remodelações;
- Arcanjo S. Miguel e as Almas do Purgatório (1649) – na matriz da Ribeira Brava,
- Martírio de Santa Úrsula e das Onze Mil Virgens (1653) – no Museu de Arte Sacra do Funchal;
- Noli me tangere (1653) – na matriz do Porto Santo;
- Nossa Senhora da Piedade (1653) – Capela de S. José (Camacha), sendo desconhecida a sua proveniência;
- Nossa Senhora das Mercês (c. 1655-1663) – tela desaparecida do demolido convento das Capuchas, classificada por Henrique Henriques de Noronha, em 1722, de vistoso retábulo, obra de Martim Conrado insigne pintor estrangeiro.[1]

Outras obras atribuídas com reservas:
- Martírio de Santa Úrsula e das Onze Mil Virgens, no Museu Nacional de Arte Antiga, proveniente do Convento da Esperança, mas atribuída por Moura Sobral, em 2004, a oficina nacional de autor desconhecido;[1]
- Martírio de Santa Úrsula e das Onze Mil Virgens no Palácio dos Marqueses de Fronteira, em Lisboa.[1]